# 4151 Alanhale
4151 Alanhale је астероид главног астероидног појаса чија средња удаљеност од Сунца износи 3,157 астрономских јединица (АЈ).
Апсолутна магнитуда астероида је 12,0.